# Giacomo Pacchiarotti
Giacomo Pacchiarotti ou Jacobo Pacchiarotto (Sienne, 1474 – Viterbe, 1539 ou 1540) est un peintre italien et un homme politique de la Renaissance, rattaché à l'école siennoise actif à Sienne au début du XVIe siècle.

## Biographie
Bernardino Fungai fut le maître de Giacomo Pacchiarotti ; si son style s'inspire de lui pour perpétuer la tradition, il doit également beaucoup à Matteo di Giovanni, Le Pérugin et Luca Signorelli.
Notable et artiste de Sienne, il exerça successivement des fonctions municipales et militaires qui expliquent son engagement politique et son implication dans des troubles et émeutes à Sienne.
Il a travaillé aux défilés historiques et a été actif dans la résistance siennoise des Libertini et des Popolani envers Florence ; en 1534, il rejoignit la Compagnia de' Bardotti  avec Girolamo Pacchia. Après le démantèlement de cette société secrète en 1535, il partit avec ce dernier travailler en France
où il a rejoint Rosso Fiorentino à Fontainebleau.
En 1535, il avait dû se cacher auprès des pères Observants, dans un tombeau de l'église San Giovanni, recouvert de vermine près d'un cadavre.
Par la suite, il reprit le travail puis fut exilé en 1539, mais fut, sur supplique de sa femme Girolama, rappelé l'année suivante, celle de sa mort.
Girolamo del Pacchia qui fut peut-être son élève, adopta son pseudonyme en référence à son maître. D'autres analyses affirment qu'il serait Girolamo del Pacchia mentionné par Vasari dans son chapitre des Vite sur Le Sodoma.

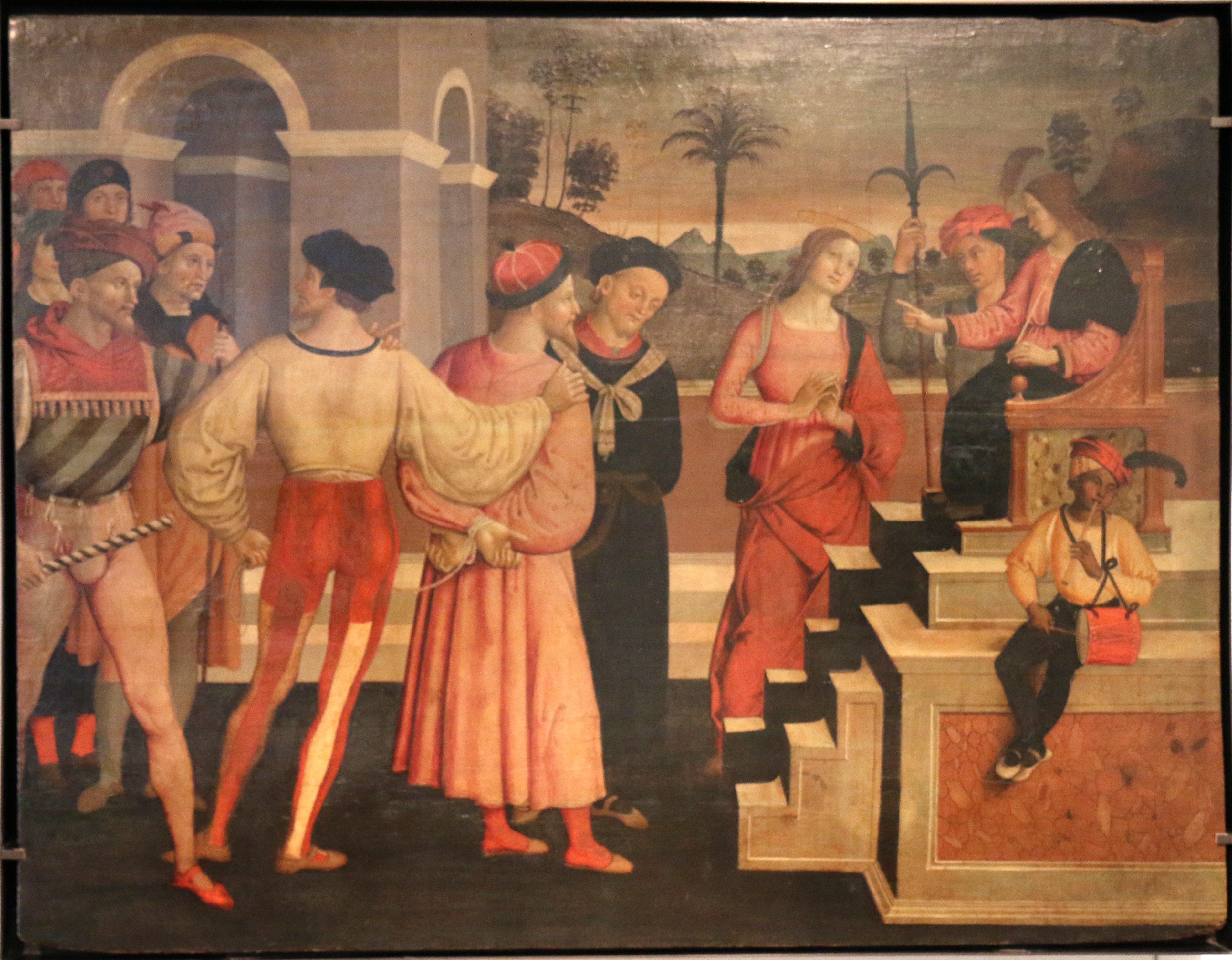
Giacomo Pacchiarotti - Le jugement de Daniel
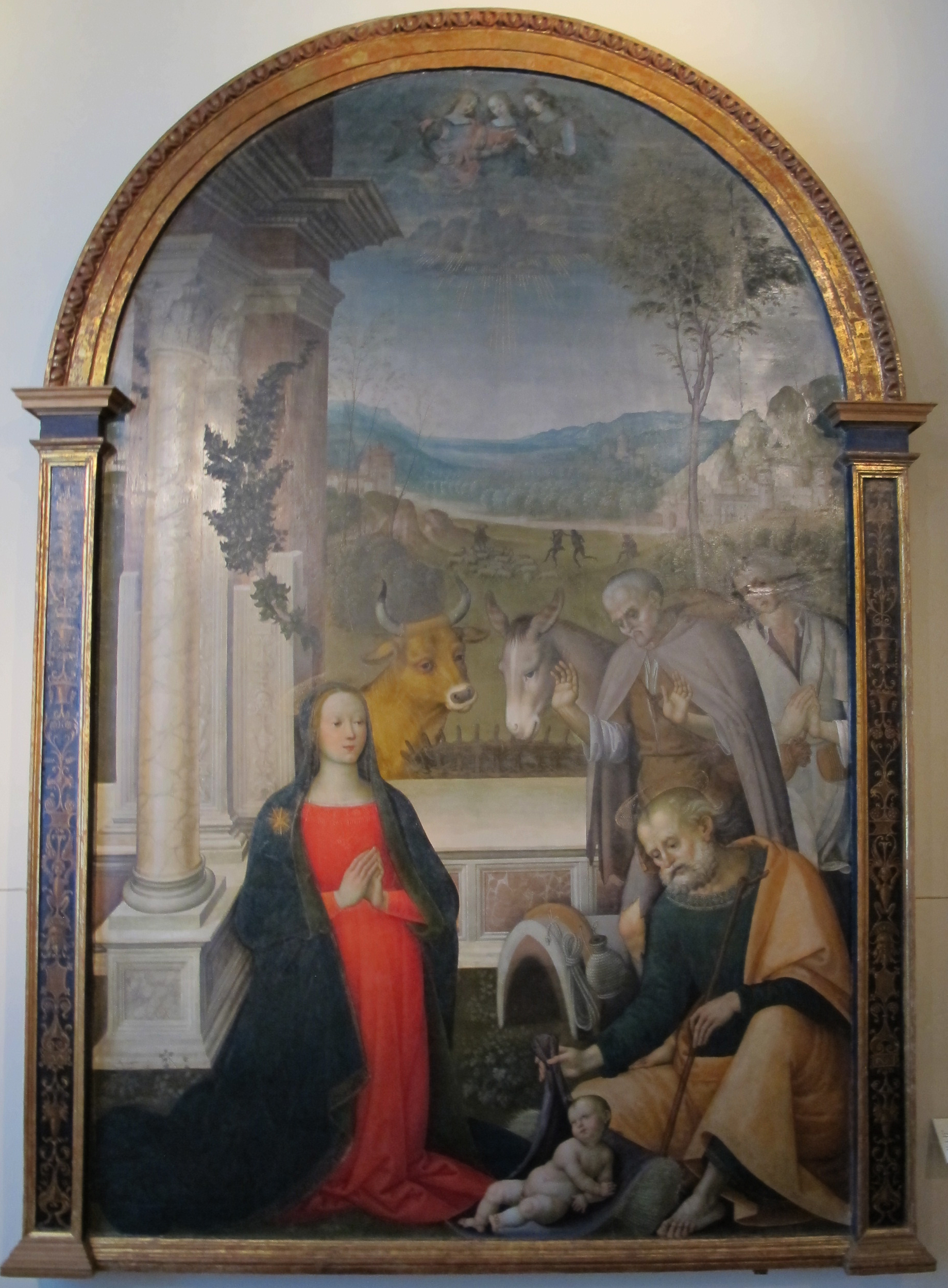
Giacomo pacchiarotti, Adoration des bergers
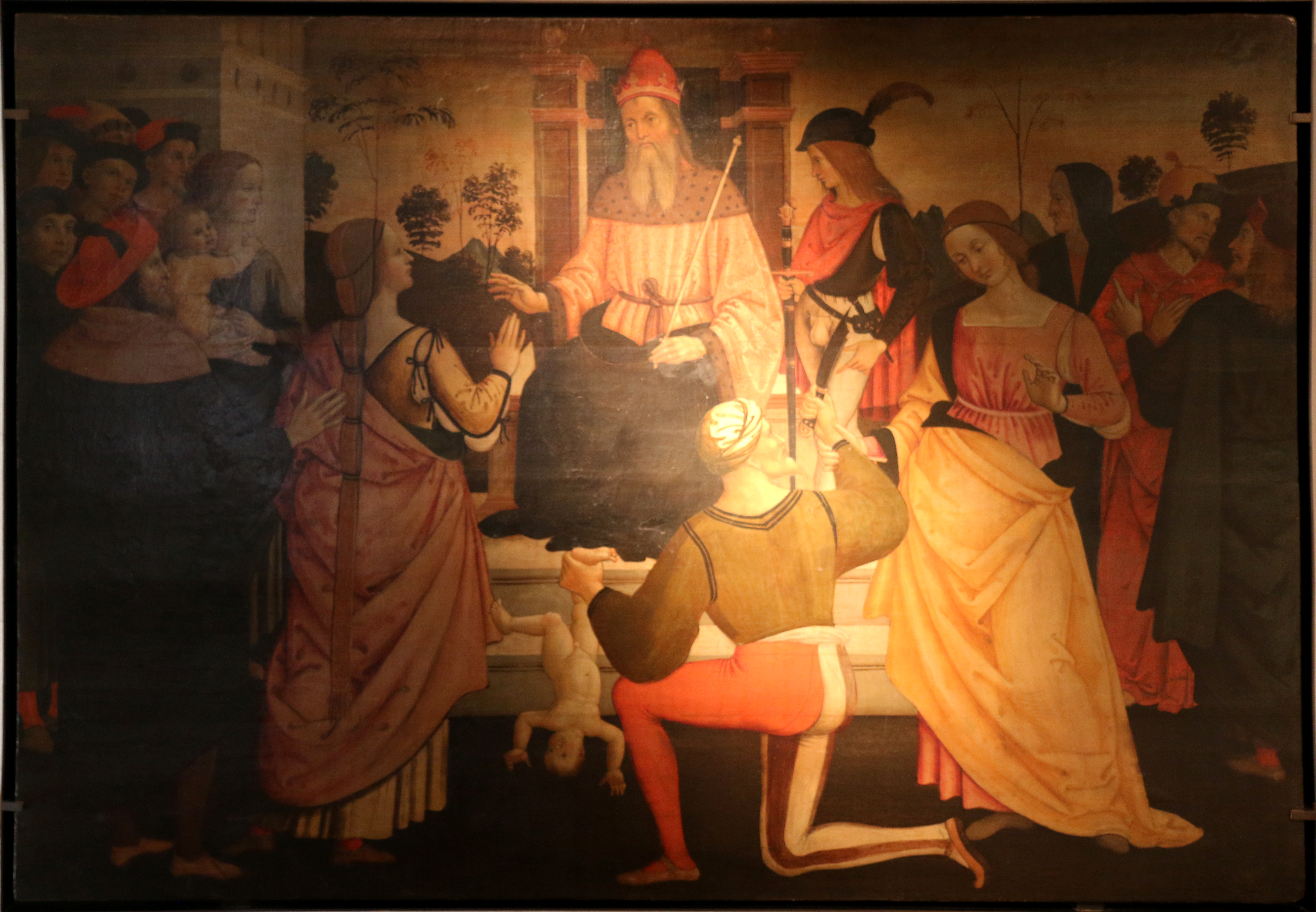
Giacomo Pacchiarotti-  Le jugement de Salomon

## Œuvres
La plupart de ses œuvres sont conservées à Sienne et à Avignon.
- Madonna col Bambino, Santa Caterina e San Bartolomeo
- Saint Laurent  devant Valerianus
- Vierge à l'Enfant
- Sainte Catherine et Sainte Catherine visitant le corps de d'Agnès de Montepulciano, pinacothèque, Sienne.
- Naissance de la Vierge et Annonciation (fresques), église San Bernardino, Sienne.
- Visitation avec les saints Michel et François
- Ascension
- Le Jugement de Salomon
- Le Jugement de Daniel
- Jésus avec la Croix et la couronne d'épines
- Décorations de la chapelle Piccolomini de la Cathédrale Notre-Dame-de-l'Assomption de Sienne (détruites)
- Madonna col Bambino tra i Santi Donato, Michele Arcangelo, Sebastiano e Nicola, fresque de 232 × 240 cm (datée 1520), Casole d'Elsa
- Fresque de la Liberia Piccolomini, réalisé avec Girolamo Pacchia, 1514

## Œuvres éphémères
- Etendard pour l'élévation du Trône Pontificale de Pie III ,Sienne,1503
- Arc de Triomphe de la Confrérie des Notaires pour la visite de Charles Quint, Sienne, 1536

## Sources
- (en) Cet article est partiellement ou en totalité issu de l’article de Wikipédia en anglais intitulé « Giacomo Pacchiarotti » (voir la liste des auteurs).